# Lucía (film)
Lucía è un film del 1968 diretto da Humberto Solás.

## Trama
Attraverso la vita di tre donne chiamate Lucia (interpretate da Raquel revuelta-Lucia I, Eslinda Núñez-Lucia II e Adela Legrá-Lucia III) osserviamo tre fasi importanti della storia di Cuba (Guerra di indipendenza, opposizione alla dittatura di Gerardo Machado, Rivoluzione castrista)

## Riconoscimenti
- 1969 - Festival di Mosca
  - Gran Premio